# Bohuslavický tunel
Bohuslavický tunel je železniční tunel na katastrálních územích Suchovršice a Bohuslavice nad Úpou na regionální železniční trati Jaroměř–Trutnov mezi zastávkami Suchovršice a Bohuslavice.

## Historie
V roce 1854 požádali podnikatelé z Liberecka o vydání koncese na stavbu železnice z Liberce do Pardubic. Listem povolení Františka Josefa I. ze dne 15. června 1856 byla vydána koncese pro podnikatele Liebiega, Lannu a bratry Kleinovy na výstavbu a provoz železnice z Pardubic do Liberce a rovněž odbočnou trať z Josefova do Malých Svatoňovic. Trať stavěla a zprovozňovala po etapách společnost Jihoseveroněmecká spojovací dráha (SNDVB). Byly to úsek Pardubice–Josefov v roce 1857, úsek Josefov–Turnov v roce 1858 a úsek Turnov–Liberec v roce 1859. Bohuslavický tunel byl dokončen v roce 1868 a byl sanován a opravován v roce 1874, 1926 a 1973.

## Popis
Jednokolejný tunel byl postaven na železniční trati Jaroměř – Trutnov v úseku mezi zastávkami Suchovršice a Bohuslavice. Leží v nadmořské výšce 405 m a měří 187,5 m. Tunel byl ražen v hřebeni kopce (492 m n. m.) v permských sedimentech trutnovského souvrství. Ten je tvořen dolomitickými pískovci a slepenci. Vjezdový a výjezdový portál je vyzděn z kyklopského zdiva z pískovcových kvádrů. Tunel má klenby vyzděny pískovcovými kvádry, tunelové opěry mají řádkové místy kyklopské zdivo a jsou vyzděné z pískovcových kvádrů a kopáků. V letech 2007–2009 byl tunel rekonstruován. Při rekonstrukci bylo odstraněno nevhodné podskružení z opravy v roce 1973, byla provedena oprava a zajištění ostění, v portálovém pasu byla zajištěna klenba proti průsakům vody.